# Lysmus
Lysmus is een geslacht van insecten uit de familie van de watergaasvliegen (Osmylidae), die tot de orde netvleugeligen (Neuroptera) behoort.

## Soorten
- L. beccarii (Navás, 1929)
- L. harmandinus (Navás, 1910)
- L. oberthurinus (Navás, 1910)
- L. ogatai (Nakahara, 1955)
- L. qingyuanus C.-k. Yang et al., 1995
- L. victus C.-k. Yang, 1997
- L. zanganus C.-k. Yang et al in Huang et al., 1988